# Olympische Sommerspiele 2000/Kanu – Einer-Kajak 1000 m (Männer)
Die Wettkämpfe im Einer-Kajak über 1000 Meter bei den Olympischen Sommerspielen 2000 wurden vom 26. bis 30. September 2000 auf der Strecke im Sydney International Regatta Centre ausgetragen.
Der Norweger Knut Holmann konnte hierbei seinen Titel verteidigen.

## Ergebnisse

### Vorläufe
Bei den drei Vorläufen am 26. September erreichten die ersten sechs Boote der jeweiligen Läufe das Halbfinale. Von den restlichen Booten kamen die drei Zeitbesten weiter.

#### Vorlauf 1
| Rang | Athleten        | Nation      | Zeit         |
| ---- | --------------- | ----------- | ------------ |
| 1    | Lutz Liwowski   | Deutschland | 3:36,404 min |
| 2    | Roland Kökény   | Ungarn      | 3:38,066 min |
| 3    | Petar Merkow    | Bulgarien   | 3:38,234 min |
| 4    | Jacopo Majocchi | Italien     | 3:39,176 min |
| 5    | Johan Eriksson  | Schweden    | 3:40,190 min |
| 6    | Vaidas Mizeras  | Litauen     | 3:40,202 min |
| 7    | Anton Rjachow   | Usbekistan  | 3:43,718 min |
| 8    | Roger Caumo     | Brasilien   | 3:52,082 min |

#### Vorlauf 2
| Rang | Athleten                  | Nation      | Zeit         |
| ---- | ------------------------- | ----------- | ------------ |
| 1    | Knut Holmann              | Norwegen    | 3:36,565 min |
| 2    | Javier Correa             | Argentinien | 3:37,849 min |
| 3    | Rastislav Kužel           | Slowakei    | 3:38,893 min |
| 4    | Wladyslaw Tereschtschenko | Ukraine     | 3:39,517 min |
| 5    | Marian Baban              | Rumänien    | 3:45,127 min |
| 6    | Gary Mawer                | Irland      | 3:45,787 min |
| 7    | Nam Sung-ho               | Südkorea    | 3:46,669 min |
| 8    | Nader Eivazi              | Iran        | 3:59,767 min |

#### Vorlauf 3
| Rang | Athleten             | Nation         | Zeit         |
| ---- | -------------------- | -------------- | ------------ |
| 1    | Torsten Tranum       | Dänemark       | 3:35,841 min |
| 2    | Pierre Lubac         | Frankreich     | 3:36,573 min |
| 3    | Tim Brabants         | Großbritannien | 3:39,903 min |
| 4    | Clint Robinson       | Australien     | 3:40,197 min |
| 5    | Wladimir Gruschichin | Armenien       | 3:40,623 min |
| 6    | Rafał Głażewski      | Polen          | 3:43,227 min |
| 7    | Adrian Bachmann      | Schweiz        | 3:45,705 min |
| 8    | Mihai Apostol        | Kanada         | 3:47,679 min |

#### Vorlauf 4
| Rang | Athleten         | Nation     | Zeit         |
| ---- | ---------------- | ---------- | ------------ |
| 1    | Michael Kolganov | Israel     | 3:35,487 min |
| 2    | Emilio Merchán   | Spanien    | 3:36,591 min |
| 3    | Bob Maesen       | Belgien    | 3:37,587 min |
| 4    | Alan van Coller  | Südafrika  | 3:39,573 min |
| 5    | Hain Helde       | Estland    | 3:40,407 min |
| 6    | Radek Záruba     | Tschechien | 3:40,731 min |
| 7    | Sergey Sergin    | Kasachstan | 3:42,675 min |

### Halbfinale
Die jeweils drei schnellsten Athleten der Halbfinals erreichten den Endlauf.

#### Halbfinale 1
| Rang | Athleten         | Nation         | Zeit         |
| ---- | ---------------- | -------------- | ------------ |
| 1    | Knut Holmann     | Norwegen       | 3:36,425 min |
| 2    | Tim Brabants     | Großbritannien | 3:37,205 min |
| 3    | Michael Kolganov | Israel         | 3:37,439 min |
| 4    | Roland Kökény    | Ungarn         | 3:39,455 min |
| 5    | Clint Robinson   | Australien     | 3:40,745 min |
| 6    | Vaidas Mizeras   | Litauen        | 3:41,969 min |
| 7    | Hain Helde       | Estland        | 3:43,499 min |
| 8    | Sergey Sergin    | Kasachstan     | 3:47,633 min |
| 9    | Gary Mawer       | Irland         | 3:50,363 min |

#### Halbfinale 2
| Rang | Athleten                  | Nation     | Zeit         |
| ---- | ------------------------- | ---------- | ------------ |
| 1    | Petar Merkow              | Bulgarien  | 3:38,217 min |
| 2    | Torsten Tranum            | Dänemark   | 3:38,865 min |
| 3    | Emilio Merchán            | Spanien    | 3:40,263 min |
| 4    | Alan van Coller           | Südafrika  | 3:41,727 min |
| 5    | Rastislav Kužel           | Slowakei   | 3:43,203 min |
| 6    | Johan Eriksson            | Schweden   | 3:43,359 min |
| 7    | Anton Rjachow             | Usbekistan | 3:44,109 min |
| 8    | Rafał Głażewski           | Polen      | 3:46,761 min |
| 9    | Wladyslaw Tereschtschenko | Ukraine    | 3:46,833 min |

#### Halbfinale 3
| Rang | Athleten             | Nation      | Zeit         |
| ---- | -------------------- | ----------- | ------------ |
| 1    | Javier Correa        | Argentinien | 3:37,975 min |
| 2    | Pierre Lubac         | Frankreich  | 3:38,155 min |
| 3    | Jacopo Majocchi      | Italien     | 3:39,157 min |
| 4    | Wladimir Gruschichin | Armenien    | 3:41,143 min |
| 5    | Bob Maesen           | Belgien     | 3:43,147 min |
| 6    | Radek Záruba         | Tschechien  | 3:44,347 min |
| 7    | Marian Baban         | Rumänien    | 3:47,215 min |
| 8    | Adrian Bachmann      | Schweiz     | 3:47,479 min |
| —    | Lutz Liwowski        | Deutschland | DSQ          |

Der amtierende Weltmeister Lutz Liwowski wurde wegen eines Fehlstarts disqualifiziert.

### Finale
| Rang | Athleten         | Nation         | Zeit         |
| ---- | ---------------- | -------------- | ------------ |
| 1    | Knut Holmann     | Norwegen       | 3:33,269 min |
| 2    | Petar Merkow     | Bulgarien      | 3:34,649 min |
| 3    | Tim Brabants     | Großbritannien | 3:35,057 min |
| 4    | Michael Kolganov | Israel         | 3:35,099 min |
| 5    | Javier Correa    | Argentinien    | 3:35,687 min |
| 6    | Torsten Tranum   | Dänemark       | 3:37,811 min |
| 7    | Pierre Lubac     | Frankreich     | 3:37,931 min |
| 8    | Jacopo Majocchi  | Italien        | 3:38,105 min |
| 9    | Emilio Merchán   | Spanien        | 3:39,965 min |